# Macrocarpaea ericii
Macrocarpaea ericii är en gentianaväxtart som beskrevs av Jason Randall Grant. Macrocarpaea ericii ingår i släktet Macrocarpaea och familjen gentianaväxter. Inga underarter finns listade i Catalogue of Life.